# Just Fontaine
Just Fontaine (Marrákes, Francia-Marokkó, 1933. augusztus 18. – Toulouse, 2023. március 1.) spanyol felmenőkkel rendelkező, világbajnoki bronzérmes francia labdarúgó, csatár, edző.
Az 1958-as labdarúgó-világbajnokságon 13 gólt szerzett, így ő tartja az egy világbajnoki tornán szerzett legtöbb gól rekordját. Az örökranglistán is a 16 gólos Miroslav Klose, a 15 gólos brazil Ronaldo, illetve a 14 gólos német Gerd Müller mögött a negyedik helyen áll.

## Pályafutása

### Labdarúgóként
Labdarúgó-pályafutását szülővárosában, Marrákesben kezdte, az AS Marrakech korosztályos csapataiban. Gimnáziumi tanulmányait már Casablancában kezdte meg, miközben a helyi csapatot, az US Marocaine-t erősítette. Első felnőtt mérkőzését is a casablancai egyesület színeiben játszotta.
1953-ban Nizzába, OGC Nice csapatához igazolt. A francia Riviérán töltött három évadban egy bajnoki címet (1954) és egy franciakupa-győzelmet ünnepelt, 69 mérkőzésen jutott szerephez, ezeken 44 gólt szerzett. 1956-ban sikerei helyszínére, a Stade Reims együtteséhez igazolt, ahol a Real Madridhoz távozott Raymond Kopa helyét vette át. 6 évadot töltött el a piros-fehér mezben, ezalatt 3 bajnoki címet (1958, 1960, 1962) és egy franciakupa-győzelmet ünnepelt, a francia élvonalban 131 mérkőzésen 122 gólt szerzett. Játszott az 1959-es BEK-döntőn, amelyet csapata 2–0-s arányban elbukott a Real Madrid ellenében.
Fontaine labdarúgó-pályafutásának legkiemelkedőbb eredményeit a francia labdarúgó-válogatott kék mezében érte el. 1953. december 17-én mesterhármassal debütált a nemzeti tizenegyben a Luxemburg elleni, 8–0-s végeredménnyel végződött találkozón. legemlékezetesebb teljesítményét az 1958-as labdarúgó-világbajnokságon nyújtotta, ahol a torna gólkirálya lett 13 góllal. Ez a teljesítménye mindmáig felülmúlhatatlan és kivételes, mivel mindezt hat világbajnoki mérkőzésen érte el. Az uruguayi–olasz Alcides Ghiggia után ő volt az első labdarúgó, aki egy világbajnoki tornán válogatottja minden mérkőzésén gólt szerzett.
1962 júliusában játszotta utolsó mérkőzését, és a visszatérő sérülések miatt visszavonult az aktív labdarúgástól.
2003 novemberében a Francia labdarúgó-szövetség az elmúlt 50 év legjobb francia játékosának választotta. 2004 márciusában Pelé a 125 legnagyszerűbb élő labdarúgó közé sorolta.

### Edzőként
Rövid ideig volt a francia labdarúgó-válogatott szövetségi kapitánya, később a Paris Saint-Germain és a Toulouse FC vezetőedzője is.
Kiemelkedő eredményét a marokkói labdarúgó-válogatott élén érte el: az 1980-as afrikai nemzetek kupáján bronzéremig vezette az „Atlasz oroszlánjait”, majd 1981-ben elbukta 1982-es labdarúgó-világbajnokság afrikai selejtezőjének döntőjét Kamerun ellenében.

## Sikerei, díjai
Egyéni
- BEK-gólkirály: 1 alkalommal  (1959 – 10 góllal)
- A FIFA 100 tagja

Stade Reims
- Francia bajnok: 3 alkalommal (1958, 1960, 1962)
- Franciakupa-győztes: 1 alkalommal (1958)
- BEK-döntős: 1 alkalommal (1959)
- Francia gólkirály: 2 alkalommal (1958 – 34 góllal, 1960 – 28 góllal)

OGC Nice
- Francia bajnok: 1 alkalommal (1956)
- Franciakupa-győztes: 1 alkalommal (1954)

Francia labdarúgó-válogatott
- A labdarúgó-világbajnokság gólkirálya: 1 alkalommal (1958)